# Zelotes callidus
Zelotes callidus är en spindelart som först beskrevs av Simon 1878.  Zelotes callidus ingår i släktet Zelotes och familjen plattbuksspindlar.
Artens utbredningsområde är Frankrike. Inga underarter finns listade i Catalogue of Life.